# Llorts
Llorts is een klein dorp in het noorden van Andorra. Het dorp is gelegen in de parochie Ordino tussen de dorpen Arans en El Serrat. De hoofdstad van Andorra, Andorra la Vella, ligt op 18 kilometer afstand.
Tussen Llorts en La Cortinada loopt de Andorra IJzerroute, die langs de plaatsen loopt waar historische ijzermijnen en -bedrijven uit de 17e, 18e en 19e eeuw zijn te vinden. Aan de rand van het dorp ligt de ijzermijn La Mina de Llorts (letterlijk: 'Mijn van Llorts') uit de 19e eeuw. Deze mijn is opengesteld voor publiek. 